# El Capitán Trueno
El capitán Trueno es una serie de historieta de aventuras creada en 1956 por el guionista Víctor Mora Pujadas y el dibujante Miguel Ambrosio Zaragoza (Ambrós), y es una de las más exitosas de la historia del cómic español.
El protagonista es el capitán Trueno, un caballero español de la Edad Media en tiempos de la Tercera Cruzada (postrimerías del siglo XII). Acompañado por sus amigos Goliath y Crispín, y en ocasiones también por Sigrid, novia de Trueno y reina de la isla de Thule, se dedica a recorrer el mundo en busca de aventuras en las que ejerce de defensor de la justicia y liberador de los oprimidos.

## Creación y trayectoria editorial
Tanto el género medieval como el de los navegantes de los siglos XVI y XVII habían sido explorados con anterioridad por dibujantes y guionistas españoles. Manuel Gago García (Gago) había creado El Guerrero del Antifaz, ambientado en la época de los Reinos de Taifas, mientras que Iranzo había ideado las aventuras del personaje El Cachorro, intrépido marinero de las flotas de Felipe III. A diferencia de estas obras, el Capitán Trueno defenderá valores mucho más universales y alejados de la simplista pugna contra «el moro» o de la lucha contra los salvajes caníbales americanos.
El Capitán Trueno nace en una década, los años cincuenta, en que tanto en Estados Unidos como en España se estrenan películas de aventuras medievales como El príncipe valiente, Ivanhoe y El talismán. En ellas aparecen elementos que luego serán reproducidos de un modo similar en las historias del Capitán Trueno. En Ivanhoe, por ejemplo, hay una escena en que el protagonista se presenta en un torneo enfundado en una armadura negra y con el rostro oculto, tal y como ocurre en el primer número de la colección oficial (A sangre y fuego), en el que el Capitán Trueno se presenta de la misma manera en un torneo celebrado por Ricardo Corazón de León.

### Primera época (1956-1968)
En su primera época, desde 1956 a 1968, llegó a ser la historieta más popular y difundida de España, manteniendo una tirada máxima semanal de unos 350.000 ejemplares. Se publicó en dicha época utilizando la variedad de formatos más difundidos para el cómic, como eran los de serie de cuadernos apaisados desde 1956 y, por otra parte, mediante el formato de revista juvenil ("El Capitán Trueno EXTRA", también semanal, con una aventura completa cada dos o tres números, a inspiración de la historieta franco-belga).
Asimismo, favorecido por el gran éxito del personaje, se insertaron sus aventuras en las páginas centrales de la publicación infantil Pulgarcito, editada también por Bruguera. En fechas señaladas de vacaciones estivales y de Navidad de cada año también se publicaron los llamados «Almanaques», que recogían aventuras completas autoconclusivas, independientes de los cuadernillos y del EXTRA. La impresión se realizó (salvo todas las portadas, que ya lo fueron en color) en blanco y negro, o bitono, durante esta primera época.
Dado el volumen de trabajo generado por el éxito de la publicación y la expansión de las ediciones, sus creadores tuvieron que buscar colaboradores:
- Guion:
  - Ricardo Acedo colaboró con Mora en los cuadernillos del 26 al 45.
  - Jordi Bayona escribió algunos episodios en El Capitán Trueno EXTRA.
  - Cassarel (pseudónimo de Vidal Sales) intervino en los episodios del Pulgarcito.
- Dibujo:
  - Beaumont, entintó a Ambrós.
  - Una vez Ambrós abandonó la serie, el dibujo recayó directamente en otros dibujantes: el propio Beaumont, Julio Briñol, Adolfo Buylla, Félix Carrión, Luis Casamitjana, José María Casanovas, Comos, Francisco Díaz, Juan Escandell,  Gil Bao, José Grau, Fuentes Man, Tomás Marco, Martínez Osete, Ángel Pardo, Claudio Tinoco, Vicente Torregrosa y Juan José Úbeda.

Como declaró el mismo Víctor Mora en un programa de Informe Semanal de TVE, el Capitán Trueno sería actualmente lo que podríamos denominar un defensor de los derechos humanos. Esta concepción o caracterización del personaje le acarreó ciertos problemas con la censura de la época y el régimen franquista, siempre ensalzando la victoria sobre los agnósticos y ateos (proyectada en la lucha contra el musulmán infiel) y propugnando los valores del catolicismo más ortodoxo. De este modo, la intervención paulatinamente más acentuada de los censores impulsó en algunos casos (o limitó en otros) determinadas situaciones, entre las que se denotan dos aspectos, uno de tipo sociológico-religioso y otro con implicaciones de carácter político:
- Con la finalidad de no favorecer la idea de llevar una vida de pareja (o en común) fuera del matrimonio, la reina Sigrid no acompaña en todo momento al Capitán Trueno, sino sólo en contadas ocasiones.
- El Reino de Thule no es mostrado como una monarquía parlamentaria, sino como un reino con tintes de tipo paternalista y semiautoritario. Los miembros del Parlamento son designados por un Consejo de Ancianos, tradicionales depositarios de una sabiduría ancestral.

A los dibujantes, en cambio, se los obligaba a imitar el estilo gráfico de Ambrós o de Ángel Pardo (el único, junto con Fuentes Man, que conservó su propio grafismo), debiendo, en la mayoría de los casos, recortar las cabezas (con frecuencia, cuerpos enteros) pintadas por Ambrós o Pardo para pegarlas a continuación sobre dibujos suyos. Así, en ciertas épocas, es muy común que una misma cara aparezca repetida varias veces en una misma historia, o que se mezclen personajes dibujados por Ambrós con los de Pardo, formando una especie de collage y causando problemas de integración de la composición. Asimismo, aparecen en los tebeos, por estas condiciones de edición, la repetición de viñetas enteras, simplemente retocadas. A excepción de Ángel Pardo y de Fuentes Man, se les prohibía firmar sus trabajos, llegando a tener que imitar la rúbrica de Ambrós en algunos casos.
Se le permitió una mayor libertad creativa a Antonio Bernal, quien, además de las portadas para el Trueno Color, publicó en el EXTRA de los años sesenta un curso de dibujo en el que también se vio obligado a utilizar caras recortadas. La mayor parte del texto manual de la serie de cuadernos y EXTRAS está realizada por Ángel Duque, uno de los mejores rotulistas españoles.

### Interfase (1968-2010)

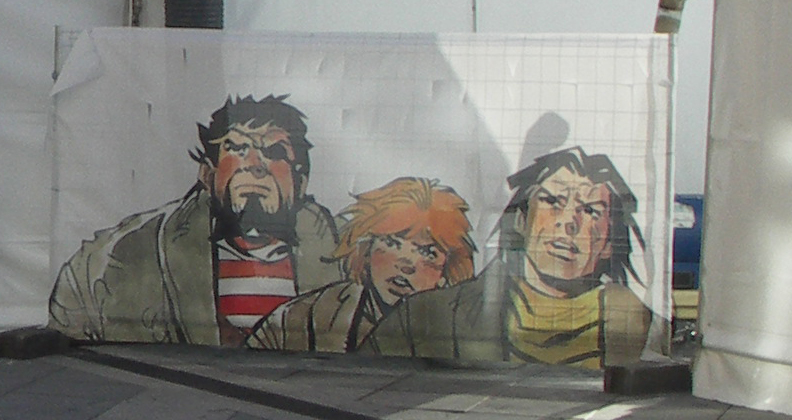
La imagen del Capitán Trueno es utilizada con frecuencia para la promoción de salones del cómic como este de Ávila.

Tras la primera recopilación de las aventuras de los cuadernillos en el formato de Álbum Gigante en los años sesenta (blanco y negro), dio comienzo a partir de 1969 la reedición a todo color (TRUENO COLOR) del material original de los cuadernos, EXTRAS, páginas de Pulgarcito, y Almanaques. Esta publicación tuvo varias épocas y diversa fortuna durante la década de los setenta.
Durante las siguientes décadas se intentó impulsar de nuevo el personaje con nuevas aventuras inéditas, pero no alcanzaron el éxito de la primera época.
En los años ochenta y noventa del pasado siglo fueron dibujantes del Capitán Trueno Amador García, Jesús Blasco, Luis Bermejo, Jesús Redondo, John M. Burns, Rafa Fonteriz y Paco Nájera. Se permitió a estos nuevos autores expresar su estilo con absoluta libertad, excepto a Amador García, cuya única aportación fue el entintado y coloración de los lápices de Ambrós en la historieta El adivino de los ojos muertos (1983) publicada en la Historia de los Cómics de Toutain Editor. Hubo además dos dibujantes que no llegaron a publicar su obra: Jaime Marzal y Jaime Brocal Remohi.
Con motivo del 50 aniversario de su creación, que se celebró el 14 de mayo de 2006, El Capitán Trueno fue objeto de un nuevo auge sentimental-nostálgico. Este impulso se reflejó en las grandes ventas de El Gran Libro del Capitán Trueno, en el cual su autora, Armonía Rodríguez, esposa de Víctor Mora, relataba desde una visión interna la historia de la serie. También se publicó una nueva aventura a modo de homenaje llamada Silencios, la juventud del Capitán Trueno que, dibujada por Alfonso López y con guiones de Pepe Gálvez, exploraba la primera juventud del héroe, en los años previos al comienzo de sus aventuras en Palestina (Tercera Cruzada), así como sus posibles antecedentes familiares.

### Segunda época (2010-presente)
En 2010, Ediciones B se propuso iniciar una nueva época de la serie con continuidad en el tiempo. El primer álbum de la nueva serie estuvo a cargo del guionista Ricard Ferrándiz y el dibujante Joan Boix. Se tituló El último combate y narra la muerte de los dos protagonistas, lo cual causó cierta polémica. Este álbum fue seguido de otras dos nuevas aventuras a cargo de los mismos autores: Atlántida, en 2011, y La espada del invencible, en 2013.
A partir de 2017 la editorial apostó por el dibujante José Revilla, quien pasaría a ocuparse tanto del dibujo como del guion. Este publicó una nueva aventura titulada El círculo de fuego, con la que Ediciones B pretende impulsar una nueva serie del Capitán Trueno con continuidad en el tiempo.

## Argumento
Los guiones del Capitán Trueno huyen de dar una visión maniquea o estereotipada de las demás razas y culturas. De este modo, encontramos tanto a enemigos como amigos entre los vikingos noruegos (Ragnar), los chinos continentales, los indígenas americanos e, incluso, entre los propios españoles, colectivos humanos en los que aparecen personajes honrados y valientes junto a tipejos execrables, los cuales, por ejemplo, quieren practicar la "caza del hombre" con sus propios siervos. Pese a ser una obra con héroes y villanos, no todos los intervinientes que van desfilando son buenos o malos de modo permanente o absoluto. Cabe citar como ejemplo al vikingo Ragnar Loghbroth, padre adoptivo de Sigrid, quien confiesa en su lecho de muerte que, si bien atacó y saqueó como pirata las ricas naves de los mercaderes, "también es cierto que combatí [continúa el relato del vikingo] a los traficantes de esclavos". A éstos ayudó a recobrar la libertad.
El autor propugna la defensa de la Ciencia y de los avances técnicos: por ejemplo, cuando el mago Morgano es liberado y Crispín le pregunta, en el laboratorio, si es allí donde realiza su magia, aquel le responde: "la única magia que hay está aquí, en los libros de Ciencia". Los inventos del mago Morgano constituyen (salvando las anacronías que Mora advierte en el propio cómic), valiosos elementos dinamizadores de la serie y, uno de ellos en especial, el globo aerostático, le permitirá al guionista desplazar con facilidad al héroe y a sus compañeros por varios continentes. Gracias a este mago (quien construye el primer globo en la serie), el Capitán Trueno aprende a fabricar este aparato volador, el cual le llevará a lugares y continentes alejados, exóticos e inexplorados para la supuesta época de las aventuras (Mongolia, el Japón feudal, África o América). Por otra parte, la aparente "magia" que se inserta en las aventuras nunca es tal, sino que tiene una explicación racional, ya sea por reacciones químicas o por ingeniosos trucos, artimañas provocadas por los falsos magos para asustar y reforzar la superstición, la dependencia, la sumisión y la manipulación del pueblo (si bien, en las últimas aventuras más recientes, sí aparece la magia como tal).
Finalmente, recurriendo a un inteligente empleo del humor y de las situaciones cómicas (comenta el autor en el prólogo de La Reina Bruja de Anubis,) se apartó de los cauces formales de la historieta española de los años 50 y 60, donde era inusual y desacostumbrado ver al héroe sonreír y reír a carcajadas.

## Personajes
La serie, igual que otras posteriores del autor (El Jabato, El Corsario de Hierro y El Cosaco Verde), muestra, además de Sigrid, tres personajes arquetípicos: un oficial respetuoso, cauto y valiente, y dos amigos que siempre le acompañan (uno grande y fuerte y otro pequeño y más débil). Parafraseando a Víctor Mora, estos dos personajes, compañeros del héroe principal, se crearon para dar una imagen de héroe solidario, que no solitario. Asimismo, los compañeros Goliath y Crispín permiten al guionista impregnar con numerosos "toques de humor" (gags) la narración de las aventuras, lo que realiza mediante las frecuentes alusiones del primero al gran batracio verde y los chistes, gracias y ocurrencias del segundo hacia su orondo amigo.
Otro factor de éxito fue el tratamiento dado a las heroínas. Mora ya percibió los incipientes movimientos sociales que impulsaban la liberación de la mujer, por lo que dotó a las féminas de sus obras de una decisión y capacidades de mando muy alejadas de los arquetipos que describían la típica compañera del guerrero, como la china Lin Chin en el Guerrero del Antifaz o María, la africana mujer de Batán en El Cachorro. La dama del héroe, Sigrid, llegó a ser Reina de Thule, país que gobernó con acierto y sin necesidad de tutela masculina alguna. Y, en el desarrollo de las aventuras del Capitán Trueno, nos encontramos con otras notas distintivas que la separan de los perfiles de las restantes heroínas clásicas como Isabel Montero, la mujer del capitán Fierro en El Cachorro [a Elena Davis, que sería esposa del Almirante Toledo, unos siniestros caníbales americanos la toman como reina en la más pura versión colonialista, según la cual, una extranjera, sin conocer a las gentes y las tierras que gobierna, es adoptada como dirigente suprema (como sucede con The Phantom); no obstante, la dureza de Isabel se deshace pronto, rompiendo a llorar en los brazos de su amado y, posteriormente, abandonando todo para volver a España y contraer matrimonio]. Aunque también Sigrid desea casarse con su héroe, no por ello desatiende sus obligaciones de buen gobierno con respecto a sus súbditos, regresando siempre a Thule, razones y responsabilidades que le impiden acompañar al héroe en muchas de sus aventuras.
- El Capitán Trueno: “Siempre soñé con escribir las aventuras de un caballero andante, y Editorial Bruguera me brindó la ocasión. Este caballero es fuerte, simpático, lucha con noble idealismo moral por la justicia, la libertad, la fraternidad, la paz (...) Su papel fue a menudo el de hacer que masas de gentes tomaran conciencia de la bestial explotación a que eran sometidas por un grupo de vampiros (...) Si algo se le puede reprochar es que, desde un punto de vista estético, el Capitán tiene todos los defectos de los héroes positivos de la novela soviética mala... jamás tiene una flaqueza. Jamás tiene nada que reprocharse... Es el hombre que se reprime constantemente para estar a la par de los ideales que defiende...” Esta cita de Víctor Mora nos define perfectamente al personaje principal de la serie, tanto en los aspectos positivos como en los negativos. “Al principio el personaje tenía unos rasgos faciales entre José Antonio, tal vez Rock Hudson, y entre Gregory Peck y Cary Grant”.

- Goliath: Es el personaje preferido por los dibujantes y por muchos lectores. Para los primeros, porque era muy cómodo de dibujar y, para los segundos, por su simpatía y bonhomía. Es un "tragaldabas", antiguo leñador, de gran fuerza física, que no puede pasar más de una hora sin comer. No obstante, si hay algo que le guste más que la comida, esto es una buena bronca, en la que hará uso de su "toma-toma" o demostrará a sus contrincantes por qué le llaman "El Cascanueces" (el calificativo tiene que ver con las cabezas). Si alguna mujer robusta o fornida conoce al "Cascanueces", se enamorará perdidamente de Goliath (como una condesa de Rusia, la condesa Tatiana Robustiana Hermanagilda, aparecida en los números 254-255-256 de EL CAPITÁN TRUENO EXTRA o las hechiceras Kil-Kil aparecidas en unos números de los cuadernillos de SUPERAVENTURAS), lo que le costará más de un disgusto. También es el personaje abnegado y sacrificado por sus compañeros, como lo demuestra en varias ocasiones al ser el primero en arrojarse del globo aerostático cuando no hay más lastre disponible.

- Crispín: Es el personaje más joven, algo tímido con las chicas y, tal vez, con el que más se identificaban los lectores jóvenes. Hijo del conde de Northumbria y de su joven esposa Yolanda; al fallecer su madre -siendo bebé- es dejado bajo la custodia de nuestros amigos, convirtiéndose con el tiempo en escudero de Trueno. Las bromas entre Maese Goliath y Caballero Crispín son, de todos los episodios y situaciones, las más memorables de la serie. A medida que avanza el desarrollo argumental se irá convirtiendo en un verdadero "donjuán" con las muchachitas y damiselas de su edad, adquiriendo progresivamente un mayor protagonismo y llegando a correr aventuras por su propia cuenta, especialmente en EL CAPITÁN TRUENO EXTRA. Estas aventuras, en las que Crispín es protagonista principal, le aproximarán a su sueño incumplido: ser armado en el futuro, algún día, caballero.

- Sigrid: Todo caballero ha de tener una dama y Trueno no iba a ser menos. Sólo que, en este caso, además de ser frecuentemente raptada, es algo más. Sigrid, rubia de belleza nórdica, Reina de la Isla de Thule, no es la típica dama que pacientemente aguarda en el balcón de su palacio o castillo el retorno de su amado (aunque, en determinadas ocasiones, le ocurra esto mismo), sino que, por el contrario, acompaña en diversas aventuras al trío protagonista, convirtiéndose este en cuarteto y salvando -en más de una ocasión y mediante su acertada intervención- la vida de los héroes (algo que era inconcebible en los años en los que nació el Capitán Trueno). La Reina de Thule permaneció como la eterna novia del Capitán Trueno ya que mantenía su amor y fidelidad sin haber llegado a casarse.

## Valoración e influencia
El éxito de este serie provocó que el resto de tebeos de aventuras de la época tendieran a perder su tono trágico y suavizasen su violencia, ganando en tono festivo. Tuvo imitaciones como Torg (hijo de León) (1960) y el mismo Víctor Mora ideó otras series con personajes parecidos: El Jabato (1958), ambientada en el Imperio romano y con un guerrero íbero como protagonista; El Cosaco Verde (1960), ambientada en Rusia, y finalmente El Corsario de Hierro (1970) donde el protagonista es un navegante español del siglo XVII, época subsiguiente a la de los grandes descubrimientos geográficos. Su influencia también es perceptible en cómics muy posteriores, como Maese Espada (1982) de Adolfo Usero, con la que mantiene innegables similitudes.
Fuera de España, el Capitán Trueno se difundió en diversos países de Hispanoamérica y de Europa, llegando a ser publicado en Portugal, Francia, Alemania, Italia, Grecia y Holanda, siendo en estos dos últimos países donde mayor popularidad alcanzó.
Entre las repercusiones de la serie en la cultura popular, cabe citar las siguientes con respecto a la música: en la década de los setenta el grupo de rock español Asfalto, en su primer álbum, le dedicó la canción Capitán Trueno, y el solista Miguel Bosé tituló uno de sus temas como El Hijo del Capitán Trueno. Hay que señalar, que pese al extraordinario éxito en Europa, si se consulta la Biblioteca Pública de Nueva York únicamente aparecen referencias a la canción "Capitán Trueno".
Correos y Telégrafos también editó una serie de sellos conmemorativos del personaje.
En 1996 los dibujantes Carlos Pacheco Perujo y Rafael Marín Trechera sacaron dos miniseries sobre superhéroes españoles con la estética y los superpoderes típicos de las sagas estadounidenses, pero enraizados en la tradición española. Así el líder de los Iberia Inc, Miguel Ángel Roldan conocido como Trueno, no esconde su alegoría al famoso capitán español. Lo mismo puede decirse de la otra miniserie que sacaron los mismos autores, Triada Vértice, con Mihura trasunto de Goliat, Cascabel de Crispín y Estigma como líder del grupo.

## Adaptaciones a otros medios
Cine
El 16 de febrero de 2000, la productora española Filmax hizo público un proyecto para llevar a cabo una película con El Capitán Trueno como protagonista, dirigida y escrita por Juanma Bajo Ulloa. Sin embargo, en mayo de 2001, la idea fue cancelada. En 2004 volvió a anunciarse un nuevo proyecto, dirigido por Alejandro Toledo y guionizado por Jordi Gasull y Juanma Ruiz Córdoba, que fue igualmente abandonado.
El 7 de octubre de 2011 se estrenó El Capitán Trueno y el Santo Grial, dirigido por Antonio Hernández y protagonizado por Sergio Peris Mencheta (Capitán Trueno), el lanzador de peso Manuel Martínez (Goliath), Adrián Lamana (Crispín) y Natasha Yarovenko (Sigrid).
Videojuegos
Asimismo se han realizado varios videojuegos electrónicos, teniendo al caballero cruzado como protagonista.

## Guía para el lector
Durante 55 años, desde su inicio entre las restantes publicaciones de la Editorial Bruguera (mayo de 1956) hasta la actualidad (con Ediciones B como propietaria de los derechos), el Capitán Trueno ha sido muy maltratado editorialmente. Por este motivo, a continuación se obvian las reediciones y sólo se detalla el material estrictamente original:
- Los 618 cuadernos apaisados que se editaron dentro de las colecciones Serie Dan y Superaventuras.
- Los episodios publicados en la revista Pulgarcito.
- Las aventuras aparecidas a lo largo de las 427 revistas de El Capitán Trueno Extra.
- Los almanaques y extras de los años 1950-1960.
- Las seis novelas-historietas de las colecciones Héroes e Historias.
- El Adivino de los Ojos Muertos, publicado por Toutain Editor dentro de la serie de fascículos "Historia de los Cómics".
- Los catorce episodios dibujados por Blasco y Bermejo en la revista El Capitán Trueno.
- Los diez números de Aventuras Bizarras.
- Cita En Córdoba editada por la Asociación de Amigos del Capitán Trueno y autorizada por la editorial.
- Corazón Guerrero publicada en Micromanía número 21, en 1990.
- El Correo De La Reina Sigrid, editado en un álbum especial de Correos de España.
- Los álbumes La Reina Bruja De Anubis y La Maldición De Las Islas Del Viento.
- La aldea incendiada, publicada en el semanal del periódico El Mundo.
- ¡Zagorff el Belicoso!, en la revista-homenaje editada por la Asociación de Amigos del Capitán Trueno.
- Silencios, la Juventud del Capitán Trueno.
- Chandra, El Usurpador (Reedición de las aventuras editadas en las páginas centrales de la revista Pulgarcito).
- El Cautivo y otras aventuras (Segunda Reedición de las aventuras editadas en las páginas centrales de la revista Pulgarcito).
- El último combate de 2010.
- Atlántida de 2011.
- El Círculo De Fuego de 2017.

## En la cultura popular
El grupo musical Asfalto publicó en 1978 el LP Asfalto en el que se incluía el tema Capitán Trueno.